# PUBG: Battlegrounds
PUBG: Battlegrounds (anteriormente PlayerUnknown's Battlegrounds) es un videojuego de batalla en línea multijugador masivo desarrollado por PUBG Corporation (actual PUBG Studios) y publicado por Bluehole (actual Krafton) para Microsoft Windows, Xbox One, PlayStation 4, Android e iOS, estos dos últimos con ayuda de Tencent Games.
En el juego, cien jugadores saltan en paracaídas desde un avión a una isla, donde tienen la libertad de moverse hacia un lugar determinado que ellos mismos elijan y buscan armas y equipamiento para matar a otros jugadores mientras evitan ser asesinados. El área segura disponible del mundo del juego disminuye en tamaño durante la partida, dirigiendo a los jugadores sobrevivientes a áreas más reducidas y forzando enfrentamientos. El último jugador o equipo en pie gana la partida.
El juego era una beta battle royale de ARMA 3 que salió en 2015. Se basa en el estilo Battle Royale de los mods previamente desarrollados por Brendan "Playerunknown" Greene para otros juegos, pero ampliado independientemente bajo la dirección creativa de él mismo.
Fue lanzado en Microsoft Windows mediante el programa de acceso anticipado de Steam en marzo de 2017. Mientras que en el acceso anticipado, el juego había vendido más de cuatro millones de copias en un período de tres meses. Krafton planeaba el lanzamiento en consolas después de la versión completa de la versión de Windows, con una versión de Xbox One prevista para ser una exclusiva programada para finales de 2017. Una versión para dispositivos móviles iOS y Android fue lanzada el 20 de marzo de 2018 en la App Store y la Play Store. El videojuego se lanzó en la consola PlayStation 4 el 7 de diciembre de 2018. La distribuidora y desarrolladora de videojuegos Krafton lanzó una versión ligera de PUBG MOBILE y PUBG. Esta versión de Playerunknown's Battlegrounds se llamaba PUBG LITE, la cual estaba optimizada para computadoras de bajos y medianos recursos, pero fue cancelada. Lo mismo pasa con PUBG MOBILE: Tencent Games y Krafton estrenaron PUBG MOBILE LITE, la cual es una versión optimizada para las personas que no poseen dispositivos de gama media-alta. PUBG MOBILE LITE fue lanzado en la Play Store. El 28 de abril de 2020 se lanzó una versión de PUBG: Battlegrounds para Google Stadia.

## Modo de juego
PUBG es un videojuego de acción en el cual hasta 100 jugadores pelean en una Batalla Real (Battle Royale), un tipo de combate a muerte en el cual hay enfrentamientos para ser el último con vida. Los jugadores pueden ingresar a la partida en solitario, o con un pequeño equipo compuesto por el propio jugador y una, dos o tres personas más, formando respectivamente un dúo, un escuadrón de tres o cuatro jugadores. La última persona o equipo con vida gana la partida.
Cada partida comienza con los jugadores que saltan en paracaídas de un avión a una isla, hacia determinadas partes que ellos mismos eligen. La zona de juego es de aproximadamente 8 x 8 o 4 x 4 kilómetros de tamaño (esto puede variar dependiendo del tamaño del mapa); estos comienzan sin artículos aparte de las opciones adaptables de la ropa que seleccionan antes de una partida; todo lo anterior desde un avión que sobrevuela aleatoriamente el mapa en línea recta. Una vez aterrizan, los jugadores pueden buscar edificios y otros sitios o estructuras para encontrar armas, vehículos, armaduras y otro equipamiento. Estos artículos se distribuyen por todo el mapa al comienzo de la partida, con ciertas zonas de alto riesgo, pero, con mejor equipamiento. Estos pasan a permanecer ocultos para evitar ser asesinados o cazar a otros jugadores mientras continúan buscando más equipamiento. Los jugadores asesinados pueden ser saqueados para adquirir su equipamiento. 
Durante el transcurso del juego un avión volará sobre varias partes aleatorias del mapa jugable y dejará caer un paquete de botín que contiene elementos que normalmente solo se pueden obtener en ese paquete de botín. El paquete también emite un humo rojo altamente visible, atrayendo a interesados cerca de él. 
Los jugadores pueden optar por jugar desde la perspectiva de primera o tercera persona, cada uno con sus propias ventajas y desventajas en el combate y la conciencia situacional.
Cada pocos minutos, el área "segura" del mapa comienza a encogerse hacia un lugar aleatorio, cualquier jugador que se mantenga o quede fuera de la zona segura recibe daño con el tiempo y finalmente muere. Esta se ve como una pared azul brillante que se contrae con el tiempo, forzando a los jugadores a dirigirse hacia áreas más confinadas y así aumentan las posibilidades de encuentros con demás sobrevivientes. Durante el transcurso de la partida, regiones aleatorias del mapa están resaltadas en rojo y son bombardeadas, siendo una amenaza para los que permanecen en esa zona. En ambos casos, los jugadores son advertidos unos minutos antes de estos eventos, dándoles tiempo para trasladarse a un lugar seguro. En promedio, una ronda completa no toma más de 30 minutos.
Al final de cada partida, los jugadores ganan dinero en base al tiempo que sobrevivieron, cantidad de asesinatos y el daño provocado. El dinero se utiliza para comprar cajas que contienen elementos cosméticos para la personalización de los personajes. También se pueden comprar otros objetos estéticos utilizando dinero real que el jugador podrá utilizar.

## Armas
PUBG posee un amplio arsenal compuesto por rifles de asalto, de tirador designado, de francotirador, subfusiles, ametralladoras y armas de mano, además de armas cuerpo a cuerpo y objetos especiales que no se limitan al uso ofensivo.

### Armas en PUBG: Battlegrounds (nombres en el juego)
| Rifles de asalto (AR)                                                                             | Subfusiles (SMG) | Fusiles de tirador designado (DMR) | Fusiles de francotirador (SR) | Ametralladoras ligeras (LMG) | Escopetas (SG) | Pistolas | Granadas                 | Cuerpo a cuerpo | Armas especiales            |
| ------------------------------------------------------------------------------------------------- | ---------------- | ---------------------------------- | ----------------------------- | ---------------------------- | -------------- | -------- | ------------------------ | --------------- | --------------------------- |
| M16A4                                                                                             | UMP45            | SKS                                | AWM*                          | M249                         | S686           | P92      | Granada de fragmentación | Sartén          | Ballesta                    |
| M416                                                                                              | Micro Uzi        | VSS                                | Kar98k                        | DP-28                        | S1897          | P1911    | Granada de humo          | Palanca         | Pistola de bengalas         |
| SCAR-L                                                                                            | Vector           | QBU                                | M24                           | MG3*                         | S12K           | P18C     | Granada aturdidora       | Hoz             | Panzerfaust**               |
| AKM                                                                                               | Tommy Gun        | Mini14                             | Win94                         |                              | DBS            | R1895    | Cóctel Molotov           | Machete         | Mortero                     |
| G36C                                                                                              | PP-19 Bizon      | Mk14*                              | Mosin Nagant                  |                              | Recortada      | R45      | C4**                     |                 | M79 (solo granadas de humo) |
| Groza*                                                                                            | MP5K             | SLR                                | Lynx AMR*                     |                              | O12            | Deagle   | Bomba adhesiva           |                 |                             |
| QBZ                                                                                               | P90*             | Mk12                               |                               |                              |                | Skorpion | Granada señuelo          |                 |                             |
| Beryl M762                                                                                        | MP9              | Dragunov                           |                               |                              |                |          | Granada BZ               |                 |                             |
| AUG                                                                                               |                  |                                    |                               |                              |                |          |                          |                 |                             |
| Mk47 Mutant                                                                                       |                  |                                    |                               |                              |                |          |                          |                 |                             |
| K2                                                                                                |                  |                                    |                               |                              |                |          |                          |                 |                             |
| ACE32                                                                                             |                  |                                    |                               |                              |                |          |                          |                 |                             |
| FAMAS*                                                                                            |                  |                                    |                               |                              |                |          |                          |                 |                             |
| * Exclusivas de los paquetes de ayuda ** Aparecen tanto en el suelo como en los paquetes de ayuda |                  |                                    |                               |                              |                |          |                          |                 |                             |

### Controversia sobre la cadencia de disparo de las armas automáticas
A inicios de 2019, jugadores de la versión original de PUBG reportaron un problema que consiste en que la cadencia de disparo programada para las armas del juego quedaba reducida a un valor dependiente de los fotogramas por segundo, afectando el desempeño de las mismas y creando desequilibrio en el gameplay, de la siguiente manera:
Tomemos como ejemplo el M416, que tiene un tiempo entre disparos programado de 0,08571 segundos (85,71 ms, que equivale a 700 tiros por minuto). A 60 FPS el tiempo de fotogramas es de 16,67 ms. El motor del juego solo disparará el arma si al acabar dicho tiempo entre disparos el "trigger" coincide exactamente con la renderización de un nuevo fotograma, y no entre uno y otro. Entonces, para que el M416 dispare en modo automático a 60 FPS el motor tendrá que aumentar el tiempo entre disparos hasta que coincida con el múltiplo exacto de 16,67 ms más cercano, que en este ejemplo es 100 ms (equivalente a una cadencia de disparo de 600 tiros por minuto, una reducción del 15,3% en la cadencia efectiva). Así, el tiempo entre disparos real que obtendremos dependerá del tiempo entre fotogramas correspondiente a los FPS actuales.
Posteriormente, los desarrolladores explicaron que se trata de una condición intrínseca a la implementación de la lógica de fuego automático en la programación de todos los videojuegos del género shooter. Dado que es un problema a nivel de motor (en PUBG, Unreal Engine) todos los juegos desarrollados a partir de este adolecen de tal problema, como son todas las versiones de PUBG (incluso las destinadas a teléfonos móviles) y otros juegos como Fortnite. Este problema fue mitigado en PUBG de Steam y consolas con la actualización 4.1, mejorando la consistencia del fuego automático a bajos FPS y devolviendo las cadencias de tiro al valor programado. Una solución similar fue aplicada en la versión 1.11 de la edición china de PUBG para móviles ("Game For Peace") y en la actualización 1.5.0 de la versión global de PUBG Mobile, sin embargo a algunas armas se les ha cambiado la cadencia de tiro programada a un valor distinto del que tienen en PUBG de PC y consolas.

## Mapas
A partir de la actualización 11.1 de Steam y consolas, la selección de mapas será principalmente aleatoria con un máximo de 5 mapas en la rotación más uno de evento especial, y algunos modos (Solo, dúo o escuadrón; en primera o tercera persona) pueden estar desactivados. Esta disposición puede variar de región a región, así como modificarse tras cada actualización, para mejorar los tiempos de espera entre partidas. 
- Erangel: El primer mapa del juego, localizado según el lore de este en la costa rusa del Mar Negro y con un área de aproximadamente 8×8 km, está formado por dos islas; la mayor contiene varias ciudades, pueblos y grupos de casas que pueden ser de interés (dentro de las cuales destacan por cantidad y calidad del botín Pochinki, Rozhok, Georgopol, Yasnaya Polyana, entre otras), la menor contiene una base militar abandonada con un botín igualmente bueno, lo que atrae a muchos jugadores. Posee una cantidad moderada de árboles y vegetación, además de un sistema de tiempo dinámico que permite en una misma partida lluvia, tormentas o niebla que disminuye en gran medida la visibilidad. Toda esta variedad de terrenos hace que los combates sean igual de diversos, ya sean urbanos, de media-larga distancia, o incluso en movimiento desde los vehículos. Este mapa fue renovado en PUBG original con la actualización 4.1 de junio de 2019, con rediseño de varias localizaciones, el agregado de trincheras para cobertura, mejora de accesibilidad a las costas, etc. La duración media de las partidas está entre 25 y 35 minutos, y es un mapa fijo en las rotaciones. Armas exclusivas: DP-28, Mosin Nagant, PP-19 Bizon.

- Miramar: Mapa de 8x8 km ligeramente más grande que Erangel y ambientado en el desierto mexicano, como tal posee mucha menos vegetación y un terreno más irregular, por lo que predomina el combate a larga distancia con DMR's y SR's. Los puntos de interés más destacados son Pecado, San Martín, Los Leones, Hacienda del Patrón, El Pozo, entre otros que sobresalen por su botín atrayendo la atención de la mayoría de jugadores. Al igual que Erangel posee el sistema de tiempo dinámico, que puede cambiar de forma significativa el curso de la partida, y debido al gran tamaño del mapa y lo accidentado del terreno es imprescindible tener un vehículo a la mano. Ha sufrido pequeños cambios a lo largo de las actualizaciones como un oasis al norte del mapa, y con la actualización 5.1 de octubre de 2019 para Steam/consola, un sistema completo de caminos de tierra, rampas y saltos para facilitar la movilidad con vehículos. Con la actualización 12.1 de junio de 2021 es el último de los mapas clásicos en recibir una remasterización, con mejoras en iluminación, estructuras y terreno; y la inclusión de un nuevo vehículo, el Quad.[10] La duración media de una partida va de 30 a 35 minutos, y también es un mapa fijo en la rotación. Armas exclusivas: Win94, R45, Recortada, Lynx AMR, Granada señuelo.

- Sanhok: El tercer mapa en ser añadido al juego, tiene un tamaño de 4x4 km (la cuarta parte de los anteriores) y está basado en la selva de dos regiones del sudeste asiático: Tailandia y Filipinas. El terreno en este mapa está repleto de vegetación tal como los sitios en los que está basado, por lo que es más frecuente el combate a corta y media distancia. La cantidad de botín es notablemente superior a la de los dos mapas anteriores, y se concentra en lugares como Bootcamp en el centro del mapa, Paradise Resort, Pai Nan, Quarry, Ruins, etc. Este mapa también posee tiempo dinámico a lo largo de la partida, y debido a la elevada cantidad de vegetación se debe ir con cuidado y prestando mucha atención al sonido, o de preferencia, conseguir un vehículo. Con la actualización 8.1 de julio de 2020 en Steam y consolas es lanzada su versión "2.0", con un lavado de cara total del mapa, mejora de la accesibilidad a lugares elevados, reemplazo o eliminación de algunas ubicaciones y una mecánica nueva: el camión de botín, que recorre todo el mapa y al atacarlo deja caer contenedores con equipamiento diverso, municiones, entre otros ítems.[11] Sanhok fue devuelto a su versión original en la actualización 17.1 de abril de 2022, debido a quejas de los jugadores sobre la versión actualizada. Una partida en Sanhok dura entre 20 y 25 minutos por el menor tamaño. Armas exclusivas: QBZ (reemplaza SCAR-L), QBU (reemplaza Mini14), Panzerfaust, Granada señuelo.

- Vikendi: Cuarto mapa clásico de PUBG, tiene un tamaño de 6x6 km y está basado en regiones de Europa central (Eslovenia) pero el lore del juego lo ubica en el mar Adriático. Su principal característica es la nieve que cubre la mayor parte del terreno. Al igual que Sanhok posee una elevada cantidad de botín, repartido en muchos grupos de casas, ciudades y otros sitios interesantes de los cuales destacan Podvosto, Castle, Cosmodrome, Dino Park (ahora Dinoland), Cement Factory y demás. Tiene también algunos vehículos diseñados para uso en nieve, lo que facilita la travesía por el mapa. El sistema de tiempo dinámico no está presente aunque existió un modo nocturno, que se decidía aleatoriamente durante el emparejamiento. En PC y consolas, Vikendi fue temporalmente retirado con el lanzamiento de Karakin y fue nuevamente añadido en la actualización 7.1 de abril de 2020, con rediseño y reubicación de locaciones, eliminación de gran parte de la nieve para fines de visibilidad y una nueva mecánica: una red de ferrocarril totalmente funcional que recorre todo el mapa. La duración promedio de las partidas va de 20 a 25 minutos. Armas exclusivas: G36C (reemplaza SCAR-L), MP5K (reemplaza Vector), Mosin Nagant, PP-19 Bizon.
- Karakin: Es el quinto mapa principal de PUBG, que fue añadido con la actualización 6.1 de enero de 2020 para PC y consola, y añadido a PUBG Mobile en abril de 2021, sustituyendo temporalmente a Vikendi. Tiene un tamaño de 2x2 km (la cuarta parte de Sanhok, como comparación equivale a la mitad de la isla menor de Erangel), y está situado según el lore en el desértico norte de África. La combinación de desierto con un pequeño tamaño implica una jugabilidad híbrida entre la de Miramar y Sanhok sin predominio de algún rango de combates en particular, y debido a su tamaño reducido solo admite 64 jugadores, no hay ningún vehículo y tampoco miras superiores a la 3x. Karakin introduce mecánicas propias que no están presentes en los otros mapas, como muros y suelos destructibles mediante bombas adhesivas o el lanzacohetes de un solo uso Panzerfaust, paredes atravesables con disparos, túneles subterráneos con gran cantidad de botín; y la zona negra (inversa de la zona roja de otros mapas) que destruye totalmente algunos edificios al azar dentro de su radio de acción.[12] Las partidas tienen una duración típica entre 15 y 20 minutos. Armas exclusivas: G36C, MP5K, Panzerfaust, Bomba adhesiva (reemplaza Granada de fragmentación), Granada señuelo.
- Paramo: Es un mapa de 3x3 km ambientado en las montañas de América del Sur (principalmente Perú), agregado en la actualización 9.1. Posee una cantidad moderada de vegetación, alta cantidad de botín, y un sistema de ubicaciones dinámicas que cambia la ubicación de las construcciones en cada partida. Además introduce nuevas mecánicas: ríos de lava emitidos por un volcán activo que destruyen las ruedas de las motocicletas y quitan puntos de salud, un Kit de Respuesta Crítica que permite reanimar a un compañero en 1 segundo en vez de los 10 habituales que se encuentra en puntos accesibles solo con llave, además de que el jugador será transportado al mapa en un helicóptero en vez del avión habitual. Estos mismos helicópteros traen paquetes de ayuda que pueden caer en la posición del jugador al atacarlos. Acepta 64 jugadores como máximo, razón por la que las partidas duran entre 15 a 20 minutos. Originalmente iba a ser un mapa disponible solo en la temporada que se lanzó, pero volvió a la rotación de mapas en varias ocasiones. Armas exclusivas: DP-28, Panzerfaust.
- Haven: Agregado en la actualización 10.1, es el primer mapa completamente urbano de PUBG, con un área de 1x1 km y un máximo de 32 jugadores. Inicialmente iba a ser exclusivo de la temporada en la que salió (10), pero volvió a la rotación varias veces al igual que el anterior. Se ambienta en la región de los Estados Unidos conocida como "Rust Belt", y consta de sectores definidos que contienen edificios altos, un paso elevado, un muelle y una zona industrial. Además de luchar entre ellos por sobrevivir, los jugadores tendrán que hacer frente a una facción IA enemiga llamada "Pillar" formada por guardias o comandantes que protegen su equipamiento atacando a todo jugador que ven. La calidad de este botín depende del rango del soldado que lo vigila, siendo el alijo de suministros protegido por los comandantes un homólogo de los paquetes de ayuda de los otros mapas. Estos soldados cuentan con un helicóptero que explora el mapa en busca de jugadores, para luego llamar a un vehículo artillado que intentará eliminarlos. Además, para la huida rápida de sitios elevados está el paracaídas de emergencia. La duración de las partidas oscila entre 10 y 15 minutos. Armas exclusivas: MP5K, G36C.[13]
- Taego: Mapa introducido en la actualización 12.2 para PC y consolas, el primero de 8x8 km desde la salida de Miramar en 2017. Está ambientado en la Corea del Sur de finales de los años 80, contiene una cantidad moderada de vegetación, un terreno poco accidentado y elevada cantidad de botín, con mayor presencia de combates a larga distancia. Taego introduce muchas novedades a PUBG, exclusivas de este mapa: por primera vez se tiene un sistema de retorno a la partida en caso de ser eliminado, bandadas de aves que pueden delatar la presencia de un jugador; un autodesfibrilador para que el jugador sea capaz de revivirse sin ayuda; habitaciones secretas accesibles con llave; los paquetes de ayuda están compuestos de muchas más cajas de botín además de la principal; el avión de transporte puede sufrir un siniestro en pleno vuelo; la granada de zona azul, que induce un área de daño idéntica a la que circunscribe el mapa; espacios de error, que son regiones donde se generan armas exclusivas de otros mapas; además de dos vehículos exclusivos en colaboración con la automotriz surcoreana Hyundai: el Pony Coupe Concept y el Porter, este último con la capacidad de guardar botín. La duración media de la partida es similar a otros mapas 8x8, entre 25 y 30 minutos; actualmente es un mapa fijo en la rotación de partidas públicas. Armas exclusivas: K2, Granada BZ.[14]
- Deston: Introducido en la actualización 18.2 de julio de 2022, es el segundo mapa más grande de PUBG: Battlegrounds, de 8x8 km con 49 km2 de tierra firme (como comparación, Miramar tiene 50 km2).[15] Es un mapa más enfocado al combate urbano, y como tal posee la ciudad más grande del universo PUBG: Ripton; además de áreas pantanosas, subterráneas y pueblos repartidos por su superficie. En general, su jugabilidad es variada en rango de combate y sobre todo en verticalidad. Deston, al igual que Taego, trata de dar un soplo de aire fresco a la experiencia clásica de Battle Royale que caracteriza a los cinco primeros mapas de PUBG, introduciendo mecánicas tales como los ascensores (cuerdas fijas mediante las cuales se puede acceder a posiciones altas sobre los edificios), torres de telefonía (las cuales son ascensores en sí, permitiendo moverse a otro lugar del mapa vía paracaídas), el ya mencionado paracaídas utilitario (que es ilimitado y sirve para lo opuesto, bajar rápidamente de sitios altos), espacios de acceso solo a drones con los cuales podremos obtener botín de paquetes de ayuda, gasolineras para repostar vehículos, etc. La duración de la partida está entre 25 y 32 minutos. Armas exclusivas: MP9, O12, MP5K, G36C.

## Desarrollo
El diseñador principal Brendan Greene, conocido por su nickname  Archivado el 16 de diciembre de 2020 en Wayback Machine."Playerunknown", previamente había desarrollado (inspirado en la película Battle Royale) la modificación DayZ: Battle Royale, una rama del popular mod DayZ para ARMA 2. Greene se había inspirado para crear la modificación Battle Royale, ya que encontró que en la mayoría de los juegos de tiros en primera persona multijugador, había demasiada repetición, ya que los mapas eran pequeños y fáciles de memorizar. Quería crear algo con aspectos más aleatorios para que los jugadores no supieran qué esperar, creando un alto grado de repetición; esto se hizo mediante la creación de mapas mucho más grandes que no podría ser fácilmente memorizados, y utilizando la colocación de elementos al azar a través de ella. Greene también se inspiró en una competición en línea para DayZ llamada Survivor GameZ, que contó con una serie de Twitch y YouTube realizadores de directos peleando hasta que solo quedaron unos pocos. Como él no era un realizador de directos en sí mismo, Greene quiso crear un modo similar del juego que cualquier persona podría jugar. Para la versión  de Android y IOS fueron desarrolladas dos versiones por los estudios Lightspeed y TiMi Studios de la empresa de videojuegos Tencent Games.
Cuando DayZ se convirtió en su propio título independiente, Greene cambió el desarrollo de la modificación Battle Royale a ARMA 3. Sony Online Entertainment (ahora The Daybreak Game Company) se había interesado en el trabajo de Greene y lo contrató como consultor para desarrollarse en H1Z1. En febrero de 2016, Sony Online dividió H1Z1 en dos juegos separados, el modo de supervivencia H1Z1: Just Survive y la batalla real-como H1Z1: King of the Kill, alrededor del mismo tiempo que el período de consulta de Greene había terminado.
Por otra parte, el estudio surcoreano Ginno Games, dirigido por Chang-han Kim y que había desarrollado masivamente juegos en línea multijugador para ordenadores personales, había sido adquirido en enero de 2015 por Krafton, un importante editor de MMOs y juegos para móviles. Kim reconoció que producir un juego exitoso en Corea del Sur generalmente significaba que sería publicado a nivel mundial, y quería usar a su equipo para crear un título exitoso para ordenadores personales que siguiera el mismo modelo que otros juegos publicados por Krafton. Ya había estado entusiasmado por hacer un tipo de juego de batalla real después de haber jugado DayZ, en parte porque el formato no había llegado a Corea. También quería hacer esto a través de un modelo de acceso temprano y tener un calendario de desarrollo limitado para sacar el juego pronto, mientras que la oferta del videojuego como servicio mantendrá el proyecto durante años. Al investigar lo que se había hecho, se encontró con los mods de Greene y se acercó a él.
Alrededor del mismo tiempo que Greene había dejado Sony Online, Kim contactó y le ofreció la oportunidad de trabajar en un nuevo concepto de batalla real. En una semana, Greene había viajado a la oficina central de Krafton en Corea para discutir las opciones, y unas semanas después se convirtió en el director creativo de PUBG Studios. Se trasladó a Corea del Sur para supervisar el desarrollo. Según Greene, esta fue la primera vez que un estudio de juego coreano trajo a bordo a un extranjero para un papel de director creativo, y aunque un riesgo, afirma que su relación con la dirección de Krafton es fuerte, permitiendo que el equipo de Greene funcione de manera autónoma con mínima supervisión.
El desarrollo comenzó a principios de 2016, con planes para tener el juego listo en un año. Kim sirvió como productor ejecutivo para el juego. Krafton comenzó con un equipo de unos 35 desarrolladores que apoyan el trabajo de Greene, pero que a partir de junio de 2017 se ha ampliado a 70 y se espera que aumente de nuevo a 90 con un nuevo estudio con sede en Madison, Wisconsin. Greene dijo que muchos de estos desarrolladores están voluntariamente poniendo más horas de trabajo en el juego debido a su dedicación al proyecto y no por cualquier mandato de Greene o Krafton de la gestión. Además de Krafton, Greene también da crédito a Bohemia Interactive, los desarrolladores de ARMA y DayZ, por el apoyo con animaciones de captura de movimiento a través de su estudio de Praga.
Brendan Greene, quien desde 2019 dejó de participar en el desarrollo activo de PUBG, creó su propio estudio llamado "PlayerUnknown Productions" con una participación de Krafton. Este acto que tuvo repercusiones en el juego. Se efectuó un rediseño de marca: las siglas "PUBG" ya no tienen más significado ni asociación alguna al pseudónimo de Greene ("PlayerUnknown") convirtiéndose en el emblema de una franquicia en crecimiento, inicialmente compuesta por el actual PUBG, ahora llamado PUBG: Battlegrounds y el juego para móviles NEW STATE MOBILE.

## Recepción
Como uno de los pioneros del reciente modo de juego "Battle Royale", tuvo un éxito impresionante y fue acreedor de muy buenas críticas.